# Флаг Тёплого Стана
Флаг внутригородского муниципального образования Тёплый Стан в Юго-Западном административном округе города Москвы Российской Федерации.
Флаг утверждён 12 октября 2004 года и является официальным символом муниципального образования Тёплый Стан.

## Описание
«Флаг муниципального образования Тёплый Стан представляет собой двустороннее, прямоугольное полотнище с соотношением сторон 2:3.
Полотнище состоит из жёлтого равнобедренного треугольника, основание которого совпадает с нижним краем полотнища, а вершина находится в середине верхнего края полотнища, и двух зелёных боковых частей.
В жёлтом треугольнике помещено изображение навеса красного кирпича с зелёной остроконечной крышей, из которого вытекает голубая вода в голубой водоём под навесом. Габаритные размеры изображения составляют 3/10 длины и 13/16 ширины полотнища флага. Центр изображения равноудалён от боковых краёв полотнища и на 1/16 ширины полотнища смещён к его нижнему краю.
В зелёной части, прилегающей к древку, помещено изображение жёлтого ветряного флюгера. Габаритные размеры изображения составляют 1/6 длины (1/4 ширины) полотнища флага. Центр изображения находится на расстоянии 1/8 длины полотнища от бокового края и на расстоянии 3/16 ширины полотнища от его верхнего края.
В зелёной части, прилегающей к противоположному древку краю полотнища, помещено изображение жёлтого лесного рожка. Габаритные размеры изображения составляют 1/6 длины и 1/5 ширины полотнища флага. Центр изображения находится на расстоянии 1/8 длины полотнища от бокового края и на расстоянии 3/16 ширины полотнища от его верхнего края».

## Обоснование символики

Герб рода Тютчевых.

Зелёный цвет полотнища символизирует наличие значительной лесопарковой зоны.
Остриё символизирует расположение местности на Теплостанской возвышенности.
Навес красного кирпича, олицетворяя понятие «стан» или «кров», символизирует название муниципального образования.
Зелёная остроконечная крыша навеса напоминает о первых войсковых шатрах-палатках на территории Тёплого Стана.
Голубой водоём с падающей в него голубой водой символизирует памятник природы «Родник Холодный», а также пруд, расположенные на территории муниципального образования.
Жёлтый лесной рожок символизирует Тропарёвский парк, а также обозначает элемент родового герба Ф. И. Тютчева.
Жёлтый флюгер символизирует расположение Тёплого Стана на открытой всем ветрам возвышенности.